# Palast der Nation (Brüssel)

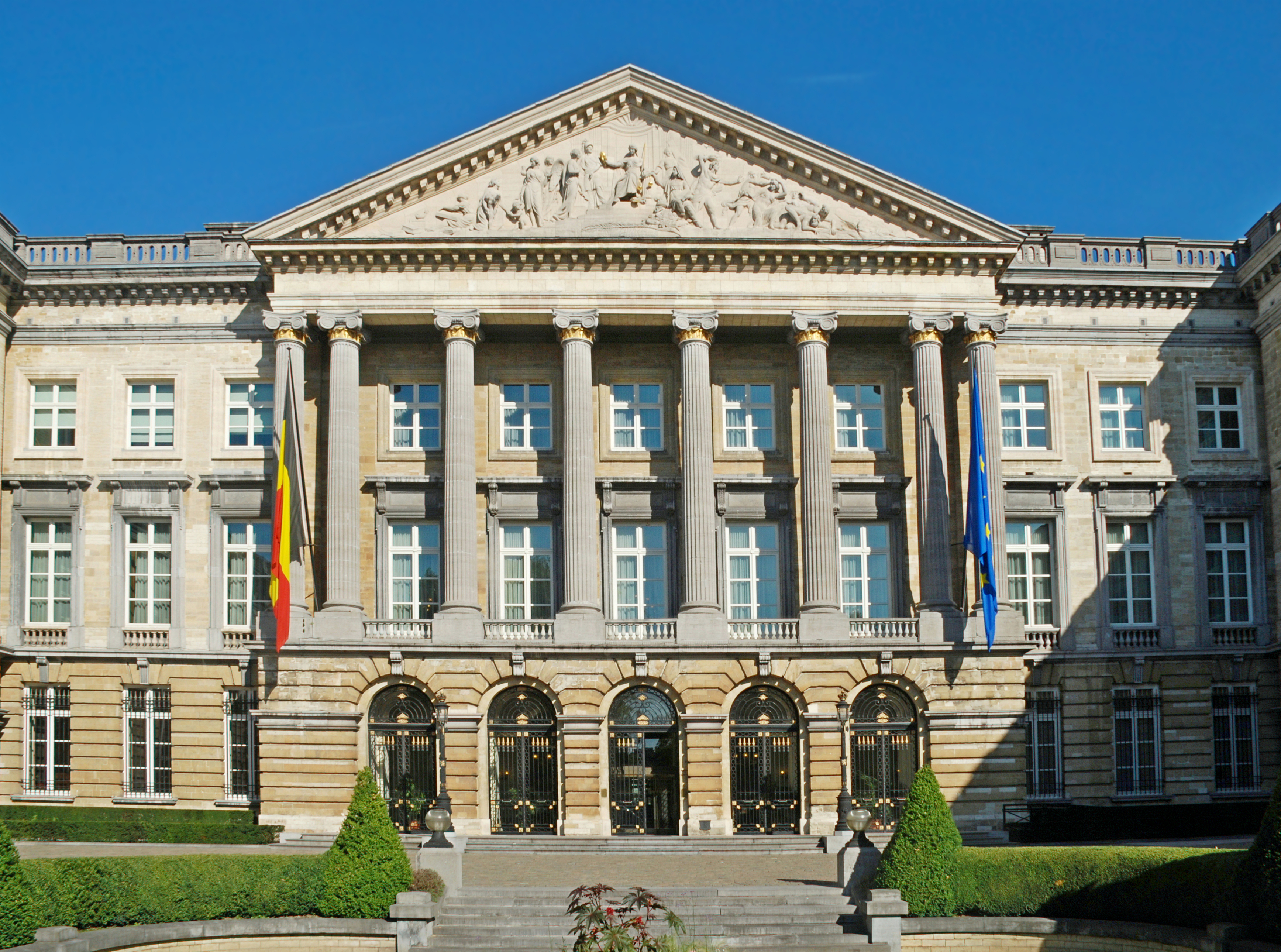
Der Palast der Nation in Brüssel, Belgien

Der Palast der Nation (niederländisch Paleis der Natie, französisch Palais de la Nation) in der belgischen Hauptstadt Brüssel ist der Sitz des belgischen föderalen Parlaments. Beide Kammern, der belgische föderale Senat und die belgische föderale Abgeordnetenkammer, tagen hier.

## Geschichte
Das im klassizistischen Stil errichtete Gebäude wurde zur Zeit von Kaiserin Maria Theresia als Sitz des Souveränen Rates von Brabant geplant. 1779 wurde der Grundstein gelegt. Baumeister des 1783 vollendeten Gebäudes war der aus Frankreich stammende Architekt Gilles-Barnabé Guimard. Etwa zur selben Zeit wurde auch der Warandepark angelegt, dessen Nordeingang direkt gegenüber dem Haupteingang des Parlamentsgebäudes liegt. Da ursprünglich hier der Rat von Brabant tagte, trug die Straße vor dem Gebäude den Namen Brabantstraat. Später wurde diese Straße in Rue de la Loi (französisch) bzw. Wetstraat (niederländisch für Gesetzesstraße) umbenannt.
Im Königreich der Vereinigten Niederlande, in der Zeit von 1815 bis 1831, diente das Gebäude als Sitz der Allgemeinen Ständeversammlung (Staten-Generaal).

## Metonym
Die Straße, in der sich der Palast der Nation befindet, Wetstraat (niederländisch) Rue de la Loi (französisch), wird in den belgischen Medien oft als Metonym verwendet, um das Parlament, den Sitz der Regierung oder kurzerhand die Regierung anzudeuten. Die exakte Adresse Wetstraat 16 (niederländisch) bzw. Rue de la Loi 16 (französisch) wiederum entspricht dem Ministerrat bzw. dem Premierminister.